# Acta Archaeologica
Acta Archaeologica är en vetenskaplig tidskrift inom arkeologi som grundades 1930. Tidskriften behandlar såväl Nordens förhistoria och medeltid som klassisk och främreorientalisk arkeologi. Den första chefredaktören var Johannes Brøndsted.
Tidskriften utkommer med ett eller två nummer om året.